# Carlo Jørgensen
Carlo Tesdorf Jørgensen (ur. 25 marca 1903 w Kopenhadze, zm. 20 grudnia 1972 tamże) – duński zapaśnik walczący w stylu wolnym. Olimpijczyk z Amsterdamu 1928, gdzie zajął piąte miejsce w wadze lekkiej.
Uczestnik mistrzostw Europy w 1931. Mistrz Danii w 1931 i 1933 roku.

## Letnie Igrzyska Olimpijskie 1928
| Konkurencja      | Rundy eliminacyjne  | O srebrny medal           | O srebrny medal            | Klas. końcowa |
| Konkurencja      | Przeciwnik I        | Przeciwnik I              | Przeciwnik III             | Miejsce       |
| ---------------- | ------------------- | ------------------------- | -------------------------- | ------------- |
| 66 kg styl wolny | Osvald Käpp (EST) P | Clarence Berryman (USA) Z | Eino Aukusti Leino (FIN) P | 5.            |